# Circunferencia de los nueve puntos

Circunferencia de los nueve puntos

En geometría, se conoce como circunferencia de los nueve puntos aquella que se puede construir con puntos vinculados a cualquier triángulo propuesto. Su nombre deriva del hecho que la circunferencia pasa por nueve puntos notables, seis de ellos sobre el mismo triángulo (salvo que el triángulo sea obtusángulo aunque también existen). Estos son:
- los puntos medios de los tres lados  del triángulo,
- los pies de las alturas de tal triángulo,
- los puntos medios de los segmentos que unen los tres vértices con el ortocentro del triángulo.

## Historia
Generalmente, se adjudica al alemán Karl Wilhelm Feuerbach el descubrimiento de la circunferencia de los nueve puntos; sin embargo, lo que él descubrió fue la circunferencia de los seis puntos, reconociendo que sobre ella se encontraban los puntos medios de los lados de un triángulo y los pies de las alturas (en la figura, los puntos: M N P y E G J).
Anteriormente, Charles Brianchon y Jean-Victor Poncelet habían demostrado el mismo teorema. Poco tiempo después de Feuerbach, el matemático Olry Terquem también demostró la existencia del círculo y reconoció además que los puntos medios de los segmentos determinados por los vértices del triángulo y el ortocentro, también estaban contenidos en la circunferencia (en la figura, los puntos: D, F, H).

### Onomástica
Poncelet la llamó circunferencia de los nueve puntos, denominación generalmente usada en los países de habla inglesa. Algunos  geómetras franceses la llaman círculo de Euler ( o circunferencia de Euler) y los geómetras teutones la denominan circunferencia de Feuerbach, y en México, circunferencia de los nueve puntos (sic). Charles Wexler lo presenta como un teorema notable de geometría moderna e indica sus propiedades. Pero en la obra de Shively, en la primera edición en castellano, en Latinoamérica, ya se conocía con el nombre de la "circunferencia de los nueve puntos" 

## Teorema
Dado un triángulo, hay una circunferencia que pasa por los puntos medios de los lados, los pies de las alturas y los puntos que bisecan los segmentos que unen sus vértices con el ortocentro.
| Demostración |
| Sean los segmentos AE, BG y CJ las alturas del triángulo ABC e I su ortocentro (véase la figura). Las alturas del triángulo ABC son las bisectrices de los ángulos internos del triángulo EGJ. Las bisectrices del ángulo EGJ cortan a la mediatriz del lado opuesto, EJ en los puntos F y N que se hallan sobre la circunferencia circunscrita al triángulo EGJ. Observemos que los triángulos ACJ y ACE son triángulos rectángulos teniendo ambos al lado AC como hipotenusa y diámetro de la circunferencia en la que se inscriben los cuatro puntos A, C, E y J. El centro N de esta circunferencia se halla sobre la intersección del diámetro AC con la mediatriz del segmento EJ. Igualmente los triángulos EIB y JIB son triángulos rectángulos compartiendo el segmento IB como hipotenusa IB y diámetro de la circunferencia en la que se inscriben los puntos E, I, J y B. El centro F de la circunferencia que los contiene se halla sobre la intersección de la hipotenusa IB con la mediatriz del segmento EJ. De igual modo, se demuestra que los puntos M y P son los puntos medios de los lados BC y AB respectivamente. De forma análoga, se demuestra que los puntos D y H son puntos medios de los segmentos AI y CI respectivamente. |

## Circunferencia circunscrita y la de Feuerbach
Por la observación de que los puntos D, F y H satisfacen

{\displaystyle {\text{IA}}=2\,{\text{ID}}\,\quad {\text{IB}}=2\,{\text{IF}}\,\quad {\text{IC}}=2\,{\text{IH}},}

se deduce que:
- la circunferencia de Feuerbach de un triángulo es homotética a la circunferencia circunscrita,
- el centro de  homotecia es el ortocentro del triángulo,
- la razón de la homotecia es 2.

El triángulo formado por los puntos D, F y H es semejante al triángulo ABC. También se observa que el centro de la circunferencia de Feuerbach N, es punto medio del segmento IO, donde O es el circuncentro del triángulo ABC.
Finalmente, el centro de la circunferencia de Feuerbach se halla sobre la recta de Euler del triángulo.

## Otras propiedades
En 1822, Karl Wilhelm Feuerbach descubrió una de las propiedades más profundas sobre la circunferencia que lleva su nombre: la circunferencia de los nueve puntos es tangente exterior a los círculos exinscritos al triángulo. La circunferencia inscrita al triángulo es tangente interior a la circunferencia de Feuerbach.

La demostración de este hecho puede hacerse, observando que los puntos de tangencia de dos de las circunferencias exinscritas a uno de los lados del triángulo equidistan del punto medio de dicho lado. Usando la inversión respecto de este punto medio se le puede dar el toque final a la demostración.